# Mel Pender
Mel Pender (eigentlich Melvin Pender Jr.; * 31. Oktober 1937 in Atlanta, Georgia) ist ein ehemaliger US-amerikanischer Sprinter.
Bei den Olympischen Spielen 1964 in Tokio wurde er über 100 Meter verletzungsbedingt nur Siebter in 10,44 s, während sein Landsmann Bob Hayes in 10,05 s siegte. Vier Jahre später, bei den Olympischen Spielen 1968 in Mexiko-Stadt, lief er 10,17 s – eine Zeit, die ihm in Tokio die Silbermedaille eingetragen hätte, diesmal jedoch nur für Platz sechs reichte, während Jim Hines in der Weltrekordzeit von 9,95 s siegte. 
Überhaupt schien Pender auf den sechsten Platz abonniert zu sein, über den er bei den amerikanischen Meisterschaften der Jahre 1964, 1965 und 1968 nicht hinauskam, obwohl er 1968 in Sacramento die 100 Meter gleich dreimal in der Weltrekordzeit von 10,0 s lief: Als Sieger des zweiten Vorlaufs (bei orkanartigem Rückenwind von 6,2 m/s), als Dritter des ersten Semifinales und schließlich als Sechster des Finales, in dem die ersten sechs mit 10,0 s gestoppt, die Zeiten des Viert- bis Sechstplatzierten im Nachhinein jedoch auf 10,1 s korrigiert worden waren. 
Seine einzige Medaille gewann er als Mitglied der US-amerikanischen Mannschaft in der 4-mal-100-Meter-Staffel bei den Olympischen Spielen 1968. In der Besetzung Charles Greene, Pender, Ronnie Ray Smith und Jim Hines stellte sie mit 38,24 s einen Weltrekord auf.
Nach Beendigung seiner aktiven Laufbahn ging Pender dorthin zurück, wo er mit dem Sport begonnen hatte: zur Army. Er wurde Cheftrainer an der United States Military Academy.